# Nikołaj Iwanow (historyk)
Nikołaj Iwanow (także: Mikołaj Iwanow, biał. Мікола Іваноў; ur. 30 grudnia 1948 w Brześciu) – były radziecki dysydent pochodzenia białoruskiego, profesor nauk humanistycznych (2016) oraz profesor nadzwyczajny historii Polski na Uniwersytecie Opolskim. Najbardziej znany z prac i wypowiedzi na temat operacji polskiej NKWD dokonanej w latach 1937–1938 na podstawie Rozkazu Nr 00485 Ludowego Komisarza Spraw Wewnętrznych Nikołaja Jeżowa.

## Życiorys

### Wykształcenie, działalność naukowa i zawodowa
W 1971 r. został absolwentem Białoruskiego Uniwersytetu Humanistycznego w Mińsku. W 1977 r. uzyskał tam stopień doktora. W latach 1973–1985 pracował kolejno jako doktorant, asystent i starszy naukowiec w Instytucie Historii Akademii Nauk Białoruskiej SRR w Mińsku. W 1989 r. habilitował się. Od 1978 r. okresowo zatrudniany był w Polsce, głównie na Uniwersytecie Wrocławskim (w ramach polsko-radzieckiej współpracy naukowej).
W latach 1970–1971 pracował jako dziennikarz w Rozgłośni Radia Białoruskiego w Mińsku. Od 1971 do 1973 r. odbywał zasadniczą służbę wojskową w Armii Radzieckiej.
Obecnie pracuje w Zakładzie Historii Najnowszej Instytutu Historycznego Uniwersytetu Opolskiego oraz Studium Europy Wschodniej Uniwersytetu Warszawskiego. Wcześniej był zatrudniony na Uniwersytecie Wrocławskim. Zajmuje się badaniem historii mniejszości polskiej w ZSRR (szczególnie w okresie stalinizmu).
W 2015 jego książka pt. Zapomniane ludobójstwo. Polacy w państwie Stalina. „Operacja polska” 1937–1938 została nominowana do Nagrody Historycznej im. Kazimierza Moczarskiego.

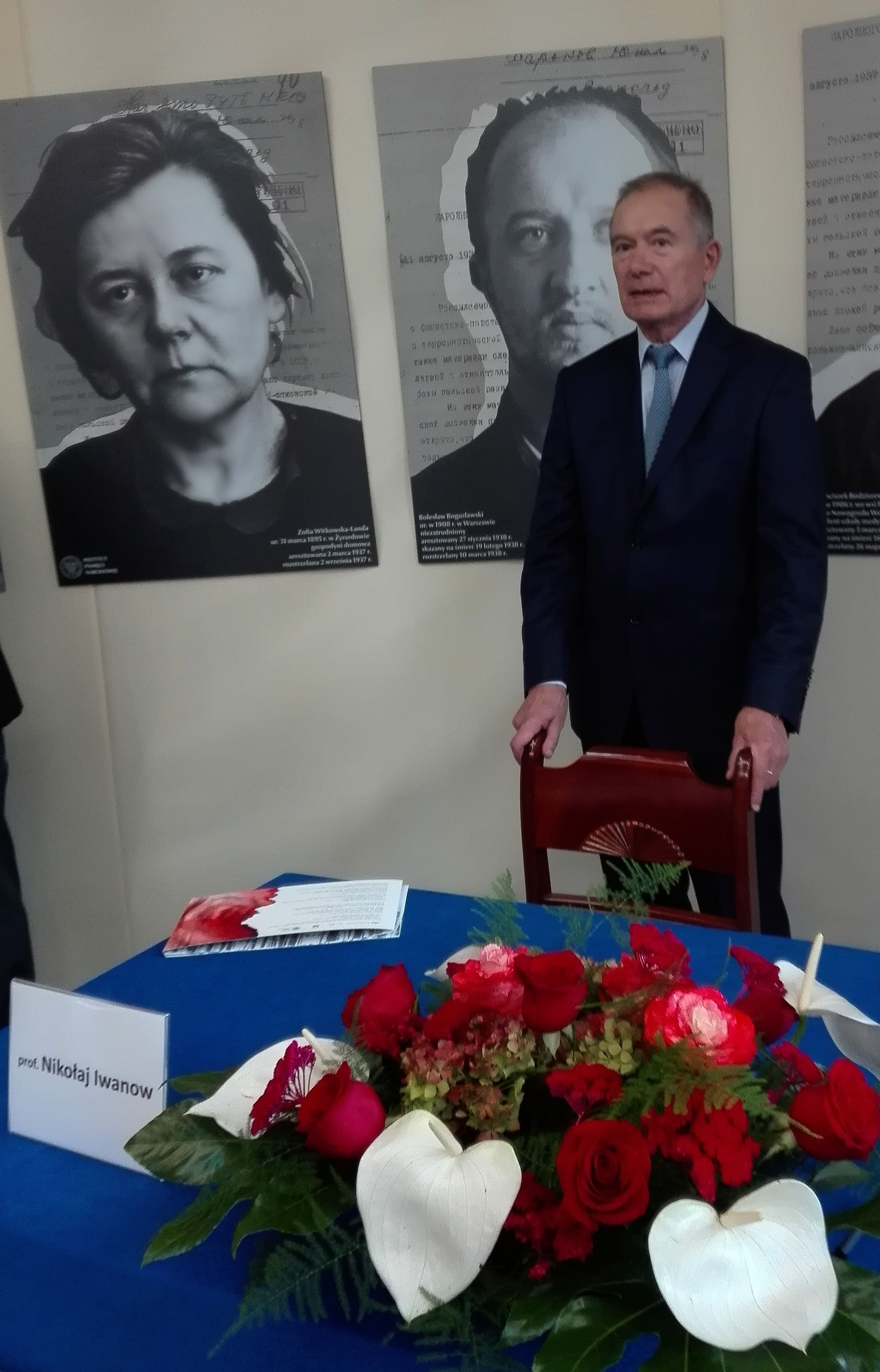
Nikołaj Iwanow na promocji wystawy IPN-u „Operacja (anty)polska NKWD 1937–1938” (2017)

Obecnie profesor tytularny, pracujący na Uniwersytecie Opolskim. Mieszka w podwrocławskich Obornikach Śląskich. W latach 1989–2004 redaktor (editor-broadcaster) Radio Wolna Europa – Radio Swoboda w Monachium i Pradze. Pracował w redakcjach białoruskiej i północno-kaukaskiej. Autor ponad 100 prac naukowych i setek publicystycznych wydanych w Polsce, Rosji, na Białorusi, Wielkiej Brytanii, Stanach Zjednoczonych, Niemczech, Finlandii, Izraelu i na Ukrainie. Za pracę Pierwszy naród ukarany. Polacy w Związku Radzieckim 1921–1939 został uhonorowany wieloma polskimi i międzynarodowymi nagrodami, wśród których znalazły się m.in.: nagroda „Polityki” i nagroda imienia prezydenta Edwarda Raczyńskiego (Londyn). Wykładał i wygłaszał odczyty na Uniwersytecie Stanforda, paryskiej Sorbonie, Uniwersytecie Londyńskim i Uniwersytecie w Jerozolimie. Wysoko oceniona jest również jego ostatnia książka Zapomniane ludobójstwo. Polacy w państwie Stalina (nagroda „Przeglądu Wschodniego”).
Odznaczony Krzyżem Kawalerskim Orderu Zasługi Rzeczypospolitej Polskiej (2012)

### Działalność polityczna
W latach 70. był związany z kolportującym samizdaty środowiskiem opozycyjnym z Moskwy. Na przełomie 1979 i 1980 r. był uczestnikiem formowania Grupy Młodych Socjalistów w ZSRR.
Autor „Odezwy Komitetu założycielskiego wolnych związków zawodowych w ZSSR” na I Zjazd „Solidarności”, która doprowadziła do powstania słynnego Posłania do ludzi pracy Europy Wschodniej. W latach 1981–1989 jako jedyny obywatel sowiecki był aktywnym działaczem podziemnej „Solidarności”, autor dziesiątków artykułów w wydawnictwach drugiego obiegu, głównie w „Biuletynie Dolnośląskim” i „Solidarności Walczącej”. Pod pseudonimem „Polak z-za Buga” drukował się również w paryskiej „Kulturze”. W 1984 zamieszkał w Polsce, gdzie ożenił się z wrocławską działaczką „Solidarności” i współpracował z Solidarnością Walczącą Kornela Morawieckiego. W 1989 r. nawiązał współpracę z Radiem Wolna Europa – przez piętnaście lat pracował w jego sekcjach białoruskiej i kaukaskiej.
20 maja 1990 r. doprowadził do powołania organizacji społecznej Stowarzyszenie „Straż Mogił Polskich na Wschodzie”, zajmującej się wyszukiwaniem, dokumentowaniem i upamiętnianiem miejsc martyrologii Polaków i innych obywateli polskich na Wschodzie. W 1991 r. organizacja ta ustawiła jeden z pierwszych swoich krzyży w Kuropatach pod Mińskiem, miejscu kaźni dokonanych przez NKWD w latach 1937–1941, w tym jedno z miejsc przeprowadzenia zbrodni katyńskiej.
Honorowy członek „Związku Polaków na Białorusi”. Założyciel wrocławskiego oddziału „Wspólnoty Polskiej”. Wiceprezes oddziału przez dwie kadencje. Od roku 2009 przewodniczący zarządu Fundacji „Za Wolność Waszą i Naszą”. Odznaczony Złotym medalem „Wspólnoty Polskiej”. 

## Publikacje
Książki:
- Polacy w Związku Radzieckim w latach 1921–1939, Wrocław 1990;
- Pierwszy naród ukarany: Polacy w Związku Radzieckim w latach 1921–1939, Warszawa–Wrocław 1991; (Nagroda Historyczna Tygodnika „Polityka” za rok 1991 [12])
- (red.) Białoruś: trudna droga do demokracji, Kolegium Europy Wschodniej im. Jana Nowaka-Jeziorańskiego, Wrocław 2006;
- Powstanie Warszawskie widziane z Moskwy, Wydawnictwo Znak, Kraków 2010 (jako Nikołaj Iwanow);
- Zapomniane ludobójstwo. Polacy w państwie Stalina. „Operacja polska” 1937–1938, Znak Horyzont, Kraków 2014 (jako Nikołaj Iwanow);
- Zginęli bo byli Polakami. Killed for Being Poles, Wydawnictwo Rebis, 2017, ISBN 9788380622432;
- Komunizm po polsku. Historia komunizacji Polski widziana z Kremla, Wydawnictwo Literackie, 2017, ISBN 9788308064450;
- Ludzie Kremla nad Wisłą. Ideowcy czy zdrajcy?, Wydawnictwo Literackie, Kraków 2023, ISBN 978-83-08-08073-3.

Artykuły:
- Oświata w warunkach polskiej sowieckiej autonomii w ZSRS w latach 1925–1939. „Rocznik SNPL”. 17, s. 73–97, 2017. (pol.).